# Hénonville
Hénonville település Franciaországban, Oise megyében. Lakosainak száma 909 fő (2022. január 1.). Hénonville Amblainville, Ivry-le-Temple, Neuville-Bosc, Villeneuve-les-Sablons és Berville községekkel határos.

## Népesség
A település népességének változása:
| Lakosok száma | 801  | 827  | 844  | 827  | 850  | 873  | 896  | 902  | 909  |
|               | 2013 | 2015 | 2016 | 2017 | 2018 | 2019 | 2020 | 2021 | 2022 |